# Kwa jezici
Kwa jezici, skupina voltaško-kongoanskih jezika iz Gane, Benina, Togoa i Obale Bjelokosti koja obuhvaća 80 jezika (s jezikom esuma) koji se u novijoj klasifikaciji (pošto je izumro) ne spominje. Podijeljeni su na dvije glavne podskupine, to su:
A) Left Bank jezici (30) Gana, Togo, Benin: 
a1. Avatime-Nyangbo (3): avatime, nyangbo, tafi;
a2. Kebu-Animere (2): animere, akebu;
a3. Kposo-Ahlo-Bowili (4): adangbe, igo, ikposo, tuwuli;
a4. Gbe (21): aguna, aja, éwé, fon, gbe (13 jezika: ayizo, defi, tofin, weme, ci, maxi, gbesi, istočni xwla, kotafon, saxwe, waci, xwela, zapadni xwla), gen, gun, kpessi, wudu.
B) Nyo jezici (50) Obala Slonovače, Gana, Togo: 
b1. Agneby (3): abé, abidji, adioukrou;
b2. Attie (1): attié;
b3. Avikam-Alladian (2): alladian, avikam;
b4. Ga-Dangme (2): damgme, ga;
b5. Potou-Tano (41): 
a. Basila-Adele (2): adele, anii.
b. Ega (1): ega.
c. Lelemi (4):
c1: Lelemi-Akpafu (2) Gana: lelemi, siwu.
c2. Likpe-Santrokofi (2) Gana: sekpele, selee.
d. Logba (1) Gana: logba.
e. Potou (2) Obala Slonovače: ebrié, mbato.
f. Tano (31):
f1. Centralni (12):
f1 a. Akan (4) Gana, Benin: abron, akan, tchumbuli, wasa.
f1 b. Bia (8): 
f1 b1. Sjeverni (5): anufo, anyin, anyin morofo, baoulé, sehwi.
f1 b2. Južni (3): ahanta, jwira-pepesa, nzema.
f2. Guang (16):
f2. b1. Sjeverni Guang (12): chumburung, dompo, dwang, foodo, gikyode, ginyanga, gonja, kplang, krache, nawuri, nchumbulu, nkonya.
f2. b2. Južni Guang (4): awutu, cherepon, gua, larteh.
f3. Krobu (1) Obala Slonovače: krobu.
f4. Zapadni (2) Obala Slonovače: abure, beti.
b6. Neklasificirani (1) Obala Slonovače: esuma.